# 公称電圧
公称電圧（こうしょうでんあつ）とは、電池を通常の状態で使用した場合に得られる端子間の電圧の目安として定められている値である。新しい（あるいは満充電に近い）電池では、公称電圧より高い端子電圧（初期電圧）が得られるが、放電が進んだ場合や、負荷に大きな電流を供給する場合には、公称電圧より低い端子電圧となる。

## 端子電圧と公称電圧の関係
電池の起電力は、無負荷の状態における端子電圧を電圧計を用いて測定した値にほぼ等しい。起電力が公称電圧より大きく低下した場合（終止電圧）には、その電池は放電を完了したものと考えられる。一次電池ではそれが寿命（使い終わり）となり、二次電池では充電を行うことにより再び使用できる。放電終了までの電気量が放電容量である。
しかし、起電力が公称電圧に近くても、放電によって電池の内部抵抗が増加し、負荷を接続した状態では端子電圧が公称電圧より大きく低下することがある。大電流の使用ほどこの傾向は顕著で、電圧の低下により電池の使用ができなくなることが多い。
バッテリーチェッカーとして市販されている電圧計は、電池の容量に合った適切な負荷を接続して電流を流しながら端子電圧を測定する。その値が公称電圧より大きく下回っていれば、交換が必要な電池と判定できる。

## 公称電圧の一覧
いずれも、特に断り書きがなければセル1個当たりの公称電圧である。

### 一次電池
| 種類                   | 公称電圧（V）                  |
| ---------------------- | ------------------------------ |
| マンガン乾電池         | 1.5 （006P型は9.0V…6セル直列） |
| アルカリマンガン乾電池 | 1.5 （006P型は9.0V…6セル直列） |
| ニッケル乾電池         | 1.5 （006P型は9.0V…6セル直列） |
| オキシライド乾電池     | 1.5 （006P型は9.0V…6セル直列） |
| 酸化銀電池             | 1.55                           |
| 水銀電池               | 1.35                           |
| 空気亜鉛電池           | 1.4                            |
| リチウム電池           | 3.0                            |

### 二次電池
| 種類                           | 公称電圧（V）      |
| ------------------------------ | ------------------ |
| 鉛蓄電池                       | 2 （単セル当たり） |
| リチウムイオン二次電池         | 3.6～3.7           |
| リチウムイオンポリマー二次電池 | 3.6～3.7           |
| リン酸鉄リチウムイオン電池     | 3.2                |
| ニッケル・水素蓄電池           | 1.2                |
| ニッケル・カドミウム蓄電池     | 1.2                |
| ニッケル・亜鉛蓄電池           | 1.6                |